# Sawin z Katanii
Sawin z Katanii – biskup miasta Katanii na Sycylii, święty Kościoła prawosławnego.
Mało znany święty, nie zachowały się jakieś konkretne informacje na jego temat. Legenda podaje, że by gorliwie służyć Bogu, Sawin miał się oddalić na pustynię. Tam prowadził srogą, ascetyczną drogę życia oraz otrzymał od Pana dar cudotwórstwa i jasnowidzenia.
Jego wspomnienie liturgiczne w Cerkwi prawosławnej obchodzone jest 15/28 października, tj. 28 października według kalendarza gregoriańskiego.